# Ofensiva do sul da Ucrânia
A ofensiva do sul da Ucrânia é um teatro de operações em curso na invasão da Ucrânia pela Rússia, que teve início em 24 de fevereiro de 2022. A partir de sua base na Crimeia, as Forças Armadas Russas atacaram os oblasts de Quérson, Micolaíve e de Zaporíjia, no sul da Ucrânia, enfrentando as Forças Armadas da Ucrânia.
Soldados do esforço russo no sul uniram-se a elementos da ofensiva do leste da Ucrânia para cercar e bombardear conjuntamente a cidade de Mariupol, no oblast de Donetsk, que caiu após meses de cerco.
Quérson foi capturada em março, com forças russas rumando rapidamente para as proximidades de Micolaíve, onde a frente se estabilizou até uma ofensiva ucraniana em agosto. As forças ucranianas reconquistaram todo o território a oeste e ao norte do rio Dnipro, e a frente se estabilizou novamente logo ao sul de Quérson em novembro de 2022. Quérson foi a única capital de oblast capturada pela Rússia até ser libertada em 11 de novembro.

## Antecedentes
Após a Revolução da Dignidade em 2014, a Rússia anexou a Península da Crimeia da Ucrânia. Sob regime de facto, tropas russas ocuparam sua autoproclamada República da Crimeia pelos próximos oito anos. A presença militar russa na península aumentou durante a crise russo-ucraniana de 2021–2022 com a adição de mais de 10 mil tropas adicionais.
Em 24 de fevereiro, as forças russas assumiram o controle do Canal Norte da Crimeia, permitindo que a Crimeia obtivesse água do rio Dnipro, que havia sido cortada desde 2014. Em 26 de fevereiro, o cerco a Mariupol começou à medida que o ataque avançava em direção à cidade, ligando a frente às regiões controladas por separatistas em Donbas. No caminho, as forças russas entraram em Berdiansk e a capturaram. Em 1.º de março, as forças russas atacaram Melitopol e outras cidades próximas. Ivan Fedorov, prefeito de Melitopol, posteriormente anunciou que as forças russas haviam ocupado a cidade.
Na manhã de 25 de fevereiro, unidades russas da República Popular de Donetsk (RPD) avançaram em direção a Mariupol e foram derrotadas pelas forças ucranianas perto da aldeia de Pavlopil. À noite, a Marinha Russa supostamente iniciou um ataque anfíbio na costa do Mar de Azove, a 70 quilômetros a oeste de Mariupol. Um oficial de defesa dos Estados Unidos disse que as forças russas poderiam estar implantando milhares de fuzileiros navais a partir dessa cabeça de praia.
Outra força russa avançou ao norte da Crimeia, com o 22.º Corpo de Exército Russo se aproximando da Usina Nuclear de Zaporíjia em 26 de fevereiro. Em 28 de fevereiro, os russos iniciaram um cerco a Enerhodar na tentativa de tomar o controle da usina nuclear. Um incêndio começou na usina durante a batalha. A Agência Internacional de Energia Atômica (AIEA) posteriormente afirmou que os equipamentos essenciais não foram danificados. Em 4 de março, a usina nuclear caiu sob controle russo. Apesar dos incêndios, a usina registrou vazamentos de radiação.
Um terceiro grupo de ataque russo proveniente da Crimeia moveu-se para o noroeste, onde capturaram pontes sobre o Dnipro. Em 2 de março, as tropas russas venceram e capturaram Quérson, a primeira grande cidade ucraniana a cair nas mãos das forças russas na invasão. As tropas russas avançaram em direção a Micolaíve e atacaram a cidade dois dias depois, mas foram posteriormente repelidas pelas forças ucranianas. Também em 2 de março, as forças ucranianas iniciaram uma contraofensiva em Horlivka, que estava sob controle principalmente da RPD desde 2014. Após um novo ataque de mísseis em 14 de março em Mariupol, o governo ucraniano afirmou que mais de 2,5 mil pessoas morreram na cidade.
Até 18 de março, Mariupol estava completamente cercada e os combates chegaram ao centro da cidade, dificultando os esforços para evacuar os civis. Em 20 de março, uma escola de arte na cidade, que abrigava cerca de 400 pessoas, foi destruída por bombas russas. Os russos exigiram uma rendição completa e vários funcionários do governo ucraniano se recusaram. Em 24 de março, as forças russas entraram no centro de Mariupol. A administração da cidade alegou que os russos tentaram desmoralizar os moradores ao gritar publicamente alegações de vitórias russas, incluindo declarações de que Odessa havia sido capturada.
Em 27 de março, a vice-primeira-ministra da Ucrânia, Olha Stefanishyna, afirmou que "[os habitantes de Mariupol] não têm acesso a água, a nenhum suprimento de alimentos, a nada. Mais de 85% da cidade está destruída" e que os objetivos da Rússia não têm "nada a ver com a humanidade". Em uma conversa telefônica com Emmanuel Macron em 29 de março, Putin afirmou que o bombardeio de Mariupol só terminaria quando as tropas ucranianas se rendessem completamente em Mariupol.
Em 1.º de abril, uma operação de resgate liderada pela Organização das Nações Unidas (ONU) para transportar centenas de sobreviventes civis para fora de Mariupol com 50 ônibus alocados foi impedida pelas tropas russas, que se recusaram a permitir a passagem segura dos ônibus para a cidade enquanto as negociações de paz continuavam em Istambul. Em 3 de abril, após a retração das forças russas de Kiev no final da primeira fase da invasão militar, a Rússia ampliou seu ataque ao sul da Ucrânia, avançando ainda mais a oeste com aumento de bombardeios e ataques contra Odessa, Micolaíve e a Usina Nuclear de Zaporíjia.

## Linha do tempo

### Captura russa da região sul de Quérson

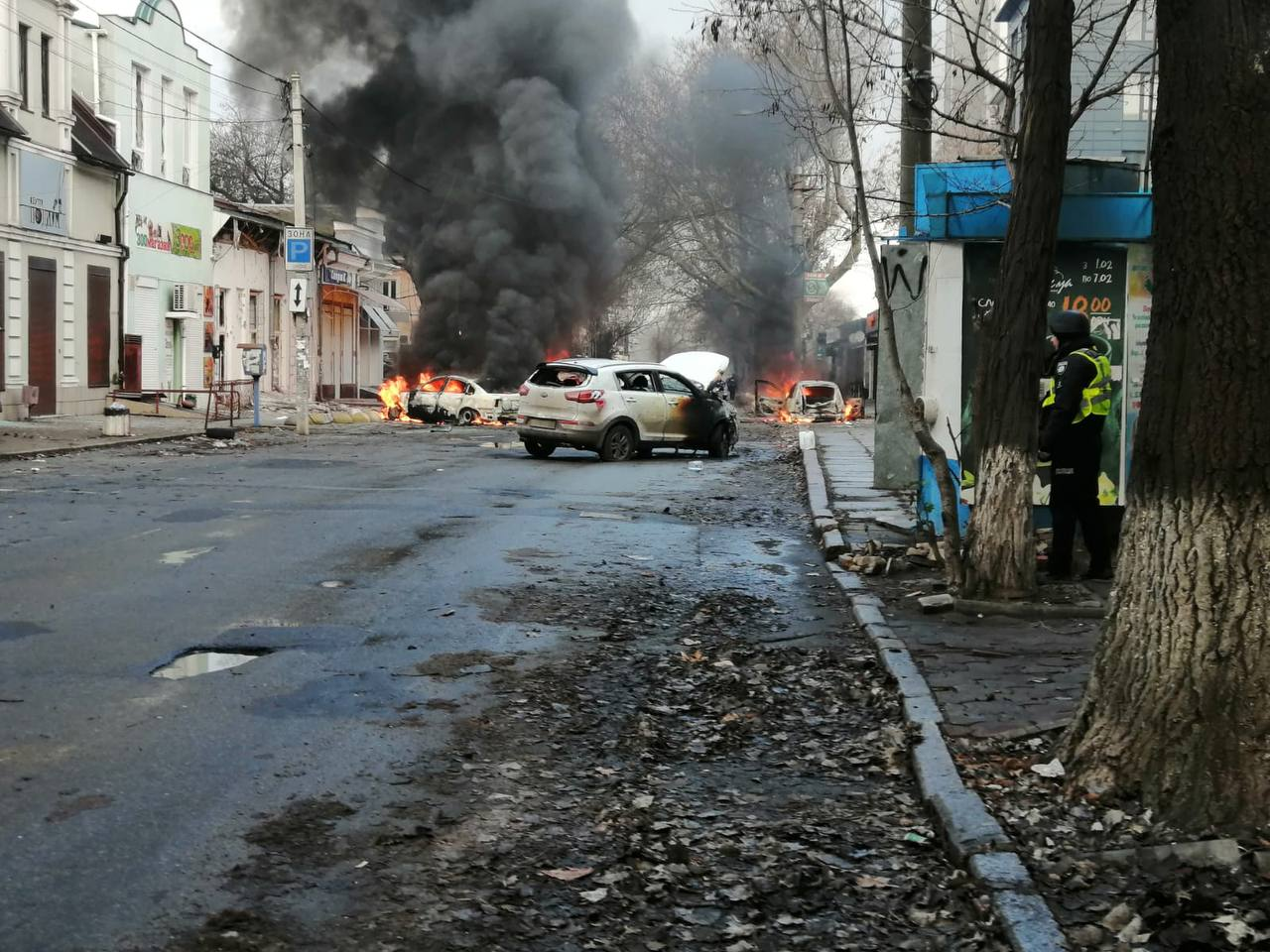
Consequências do bombardeio russo à cidade de Quérson, 24 de dezembro de 2022

Pouco tempo após o presidente russo Vladimir Putin anunciar uma operação militar na Ucrânia, a Força Aérea Russa começou a lançar mísseis de cruzeiro e balísticos em alvos de várias cidades na região do oblast de Quérson. Com apoio aéreo, as Forças Armadas Russas cruzaram para a região de Quérson através de áreas da Crimeia anexadas pela Rússia em 2014. A Marinha Russa utilizou um bloqueio naval no Mar Negro para impedir que a Ucrânia fornecesse apoio às unidades localizadas perto de Quérson, além de restringir o comércio comercial e o fluxo de mercadorias para o sul da Ucrânia.
Por volta das 3h30min da manhã, horário local, a Ucrânia fechou todo o tráfego marítimo comercial no Mar de Azove, deixando mais de 100 navios presos nos portos. À noite, os russos chegaram a Quérson e entraram em confronto com os ucranianos na batalha de Quérson. Os russos inicialmente atravessaram o rio Dnipro pela Ponte Antonovskiy, mas as forças mecanizadas ucranianas conseguiram recapturar a ponte.
Na manhã do dia 25 de fevereiro, as forças russas cercaram e capturaram a cidade de Nova Kakhovka. O Canal Norte da Crimeia foi desbloqueado, revogando um bloqueio de água imposto à Crimeia após a anexação russa da península em 2014. Os combates começaram a se espalhar para o oblast de Zaporíjia, à medida que as forças russas avançavam pelo sudeste de Quérson em direção a Melitopol, que mais tarde se rendeu às forças russas em avanço após um pequeno confronto. Mais tarde no mesmo dia, as forças russas capturaram a ponte Antonovskiy. As forças ucranianas lançaram um contra-ataque em Melitopol para tentar retomar o controle da cidade.
As forças russas avançaram de Melitopol em direção a Mariupol, onde uma batalha estava em curso desde 25 de fevereiro. Eles capturaram a cidade costeira de Prymorsk e cercaram a cidade de Berdiansk a oeste de Mariupol. Em Berdiansk, as tropas russas capturaram o porto e o Aeroporto de Berdiansk.
O porta-voz do Ministério da Defesa russo, Igor Konashenkov, anunciou que a cidade de Henichesk e o Aeroporto Internacional de Quérson haviam se rendido às forças russas pela manhã. Posteriormente, as forças russas cercaram e capturaram Quérson, com autoridades ucranianas corroborando essa afirmação.

### Avanço russo ao norte de Quérson, leste de Micolaíve e oeste de Zaporíjia
Avançando ao norte a partir da Crimeia, o 22.º Corpo de Exército russo se aproximou da Usina Nuclear de Zaporíjia em 26 de fevereiro. Em 28 de fevereiro, eles iniciaram um cerco a Enerhodar na tentativa de assumir o controle da usina nuclear. Um incêndio começou na usina durante a batalha. A Agência Internacional de Energia Atômica (AIEA) posteriormente afirmou que os equipamentos essenciais estavam intactos. Em 4 de março, a usina nuclear caiu sob controle russo. Apesar dos incêndios, a usina não registrou vazamentos de radiação.

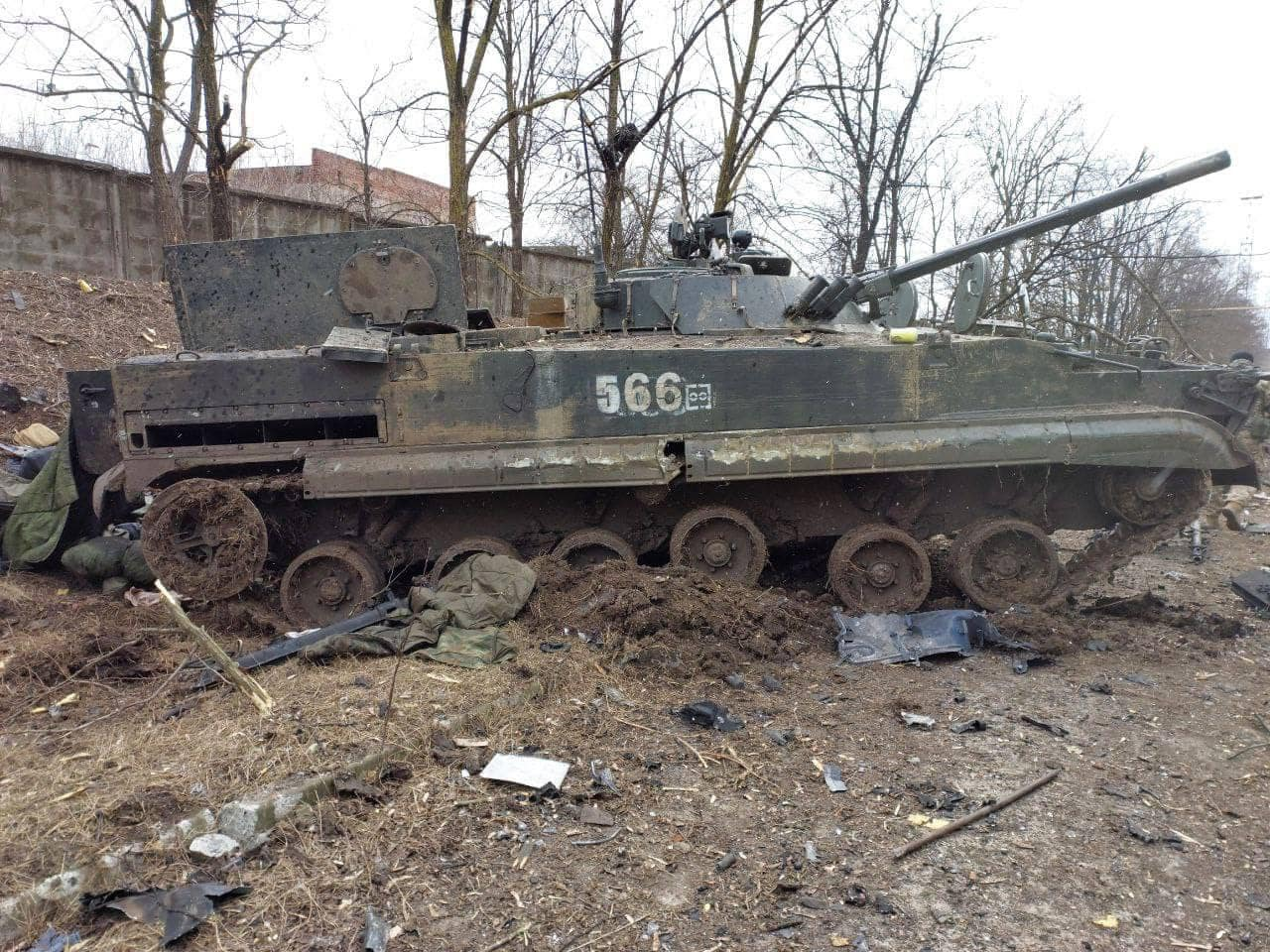
Um BMP-3 russo destruído nos arredores de Mariupol, 7 de março

Em 28 de fevereiro, o Ministério da Defesa russo afirmou que as forças russas haviam capturado Enerhodar e cercado a Usina Nuclear de Zaporíjia. No entanto, Dmitri Orlov, prefeito de Enerhodar, negou que a cidade e a usina tivessem sido capturadas. Mais tarde, um vídeo mostrou civis locais impedindo uma coluna russa de entrar em Enerhodar, barricando a entrada e forçando-os a sair.
O oficial ucraniano Vadim Denysenko acusou as forças russas de tentarem usar civis das aldeias ao redor de Quérson como escudos humanos para atravessar a ponte em direção a Quérson. As tropas russas avançaram de Quérson em direção a Micolaíve, chegando aos arredores da cidade e lançando um ataque às 11h. De acordo com Oleksandr Svidlo, prefeito de Berdiansk, as forças russas deixaram a cidade e deixaram um destacamento de polícia militar russo no local. As forças russas avançaram em direção a Mariupol. Ao alcançar Mariupol, as forças russas estabeleceram uma conexão terrestre ligando a Crimeia e a República Popular de Donetsk.
Em outros lugares, segundo relatos da mídia ucraniana, grupos de sabotagem e reconhecimento russos roubaram uniformes militares ucranianos de um depósito militar e entraram em confronto com as forças ucranianas em Tokmak, ao nordeste de Melitopol. Segundo o Centro de Comunicações Estratégicas e Segurança da Informação, os russos foram identificados por usarem coletes à prova de balas usados pelo exército russo, e não coletes ucranianos. A Ucrânia afirmou que as forças russas sofreram muitas baixas e recuaram para os arredores sul da cidade.
Nas primeiras horas da manhã de 1.º de março, as forças russas começaram a atacar Quérson pelo oeste, avançando a partir do Aeroporto Internacional de Quérson  em direção à estrada para Micolaíve. Eles conseguiram cercar a cidade e chegaram ao assentamento vizinho de Komyshany. Mais tarde, as forças russas entraram em Quérson.
Nas primeiras horas da manhã de 3 de março, Kolykhaiev, prefeito de Quérson, anunciou que a cidade havia caído nas mãos das forças russas. A resistência intensa ainda continuava no norte de Quérson, assim como na cidade de Mariupol. Autoridades de Mariupol alegaram que centenas de civis haviam sido mortos até 3 de março. Enquanto isso, Orlov afirmou que um grande comboio russo havia entrado em Enerhodar. Mais tarde, as forças russas assumiram o controle da Usina Nuclear de Zaporíjia. Durante os combates intensos, um incêndio irrompeu em uma instalação de treinamento fora do complexo principal, mas foi rapidamente controlado, embora outras áreas ao redor da usina tenham sofrido danos.
Em 7 de março, a administração militar regional ucraniana do oblast de Zaporíjia afirmou que as forças russas haviam capturado até então as cidades de Berdiansk, Enerhodar, Melitopol, Vasylivka, Tokmak e Polohy. Em 8 de março, as forças russas e ucranianas lutaram em Orikhiv, com as forças russas capturando brevemente a cidade, mas sendo posteriormente obrigadas a recuar. Apesar disso, os bombardeios e ataques aéreos das forças russas ainda continuavam, forçando muitos habitantes a deixarem a cidade. As Forças Armadas ucranianas afirmaram ter afundado o navio Vasily Bykov, que havia atacado a Ilha das Serpentes durante o dia, perto de Odessa. Vídeos divulgados nas redes sociais mostraram o navio de guerra sendo alvo dos ataques. No entanto, em 16 de março, o navio foi mostrado entrando em Sevastopol sem danos óbvios. A Força Aérea ucraniana atacou a base aérea militar no Aeroporto Internacional de Quérson durante o dia, com autoridades ucranianas afirmando que mais de 30 helicópteros russos foram destruídos. No entanto, imagens de satélite mostraram que o número era menor.

### Queda de Mariupol
O governador do oblast de Micolaíve, Vitaliy Kim, posteriormente afirmou que 200 veículos russos foram destruídos e cercados em Melitopol. No entanto, Anton Geraschenko afirmou posteriormente que isso ocorreu perto de Vasylivka e que as forças ucranianas haviam destruído os 200 veículos das forças russas estacionadas perto de Melitopol usando artilharia. Ele acrescentou que o quartel-general deles também foi destruído.
Segundo o Conselho Municipal de Mariupol, 2.357 civis foram mortos durante o cerco à cidade.

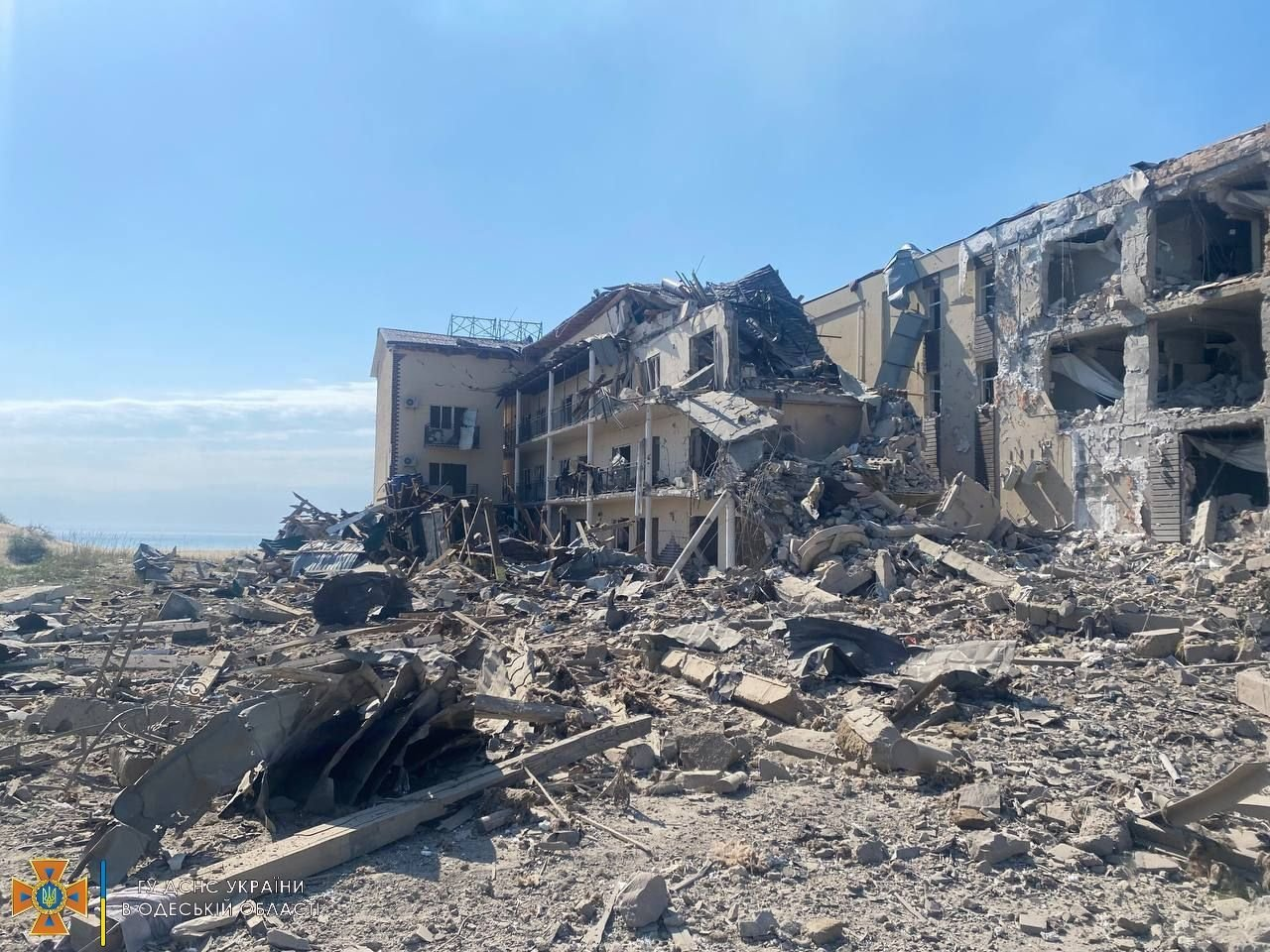
Consequências de um ataque na região de Odessa, 16 de maio de 2022

Em 15 de março, o Ministério da Defesa russo afirmou que as forças russas haviam capturado todo o oblast de Quérson. A Força Aérea Ucraniana atacou novamente a base aérea militar no Aeroporto Internacional de Quérson, destruindo vários helicópteros russos.
Até 20 de março, a Rússia havia completamente cercado Mariupol com infantaria e exigiu a rendição total da cidade, à qual Zelensky recusou. Em 24 de março, as forças russas entraram no centro de Mariupol, apoderando-se da Igreja da Intercessão da Mãe de Deus. A administração da cidade alegou que os russos estavam tentando desmoralizar os moradores ao proclamarem publicamente vitórias russas, incluindo a afirmação de que Odessa havia sido capturada. Em 27 de março, à medida que as forças russas entraram na segunda fase de sua invasão da Ucrânia, a vice-primeira-ministra da Ucrânia, Olha Stefanishyna, afirmou que Mariupol "simplesmente não existe mais" e que os objetivos da Rússia "nada têm a ver com a humanidade". Stefanishyna resumiu dizendo: "Eles (os habitantes de Mariupol) não têm acesso à água, a nenhum suprimento de alimentos, a nada. Mais de 85% da cidade está destruída".

### Contraofensiva de Quérson
Em 10 de julho, Iryna Vereshchuk, a Vice-Primeira Ministra da Ucrânia, instou os civis na região de Quérson a evacuar antes de um iminente contra-ataque ucraniano, mas não especificou quando o ataque começaria. Não se sabia quantas pessoas ainda viviam na cidade de Quérson. No mesmo dia, o Ministro da Defesa da Ucrânia, Oleksii Reznikov, afirmou que o presidente Zelensky havia ordenado ao exército que retomasse a costa sul da Ucrânia ocupada pela Rússia, indicando um iminente ataque na região.
Em 29 de agosto, a Ucrânia lançou uma contraofensiva no fronte de Quérson. Durante um período de 3 dias, de 2 a 4 de outubro, a Ucrânia libertou 11 assentamentos no norte de Quérson. Em 25 de outubro, o presidente Zelensky prometeu recapturar a Crimeia.
Em 11 de novembro, a Ucrânia recapturou a cidade de Quérson.

### Impasse e fortificação russa

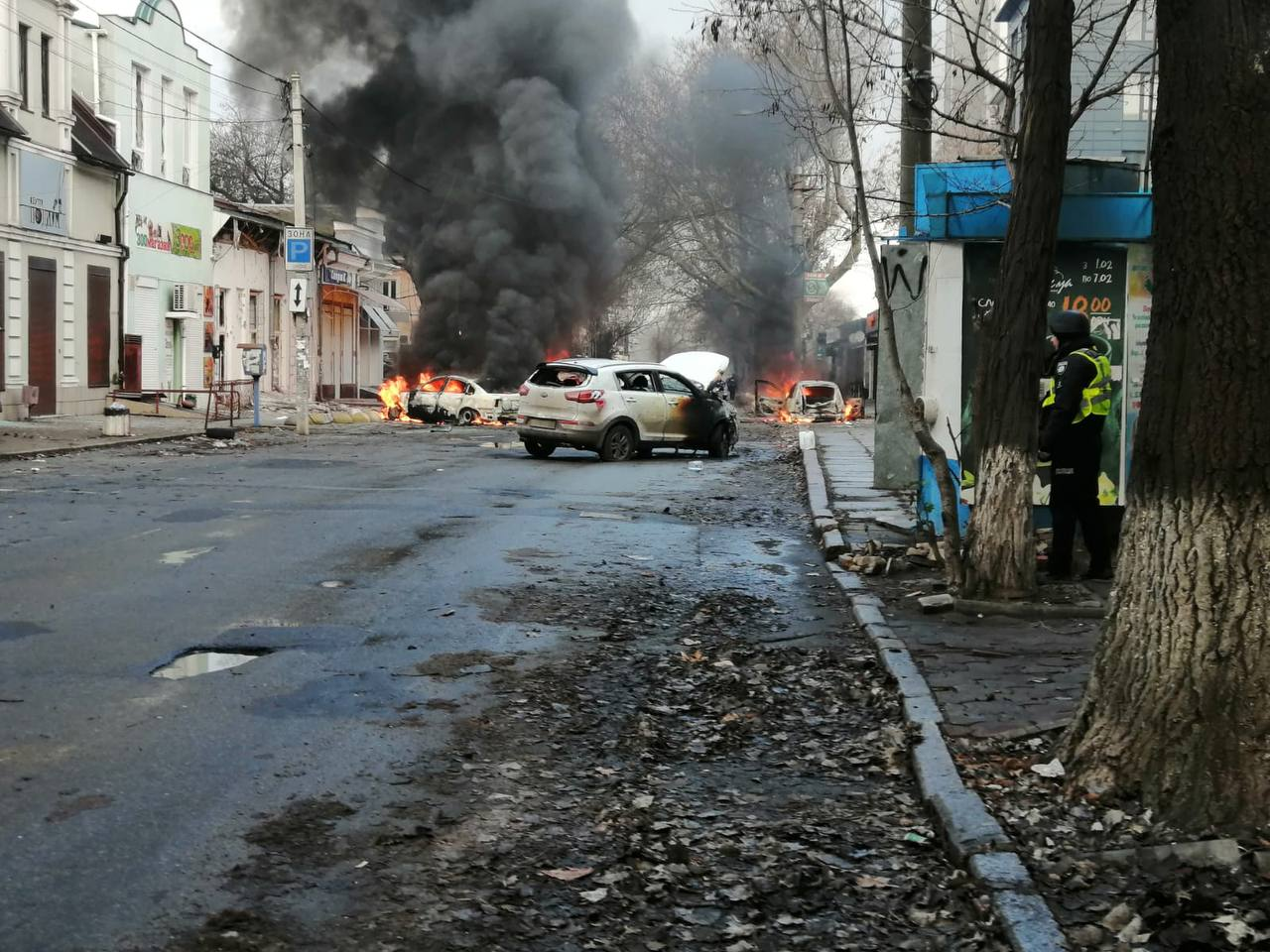
Quérson após ser bombardeada por lançadores múltiplos de foguetes, 24 de dezembro

Em dezembro de 2022, após as contraofensivas bem-sucedidas anteriores, especulações entre analistas e mídia ocidental sobre uma possível campanha ucraniana para retomar a Crimeia eram abundantes. Em caso de tal ofensiva, observadores e analistas sugeriram que a Ucrânia poderia atacar ao longo da frente de Zaporíjia e avançar em direção à cidade estratégica de Melitopol para cortar a "ponte terrestre para a Crimeia" da Rússia. Ao longo do mês, a Rússia reforçou suas linhas de defesa no sul da Ucrânia, especialmente ao longo dos frontes de Zaporíjia e Quérson. Ataques a "colaboradores" e agentes russos por supostos partisans e sabotadores ucranianos continuaram.
Em 23 de dezembro, o prefeito de Melitopol, Ivan Fedorov, afirmou que os russos estavam transformando a cidade em uma fortaleza, repleta de defesas com dentes de dragão. Enquanto isso, imagens de satélite mostravam que as tropas russas haviam estabelecido trincheiras ao redor dos perímetros de Tokmak, na região de Zaporíjia , considerada uma cidade estratégica na rota em direção a Melitopol.
Em 15 de maio de 2023, a inteligência militar ucraniana estimou que os russos haviam estacionado 152 mil soldados nas regiões de Quérson e Zaporíjia em antecipação a uma possível contraofensiva ucraniana.

### Contraofensiva ucraniana
No início de junho de 2023, as forças ucranianas lançaram outra contraofensiva na frente sul, concentrando-se em múltiplas direções, incluindo Orikhiv e Velyka Novosilka, que estão localizadas no leste da região de Zaporíjia e no oeste da região de Donetsk, respectivamente. Até 11 de junho, a Ucrânia havia libertado os assentamentos da linha de frente de Neskuchne, Blahodatne, Storozheve, Makarivka e Novodarivka.